# Louise Edlind

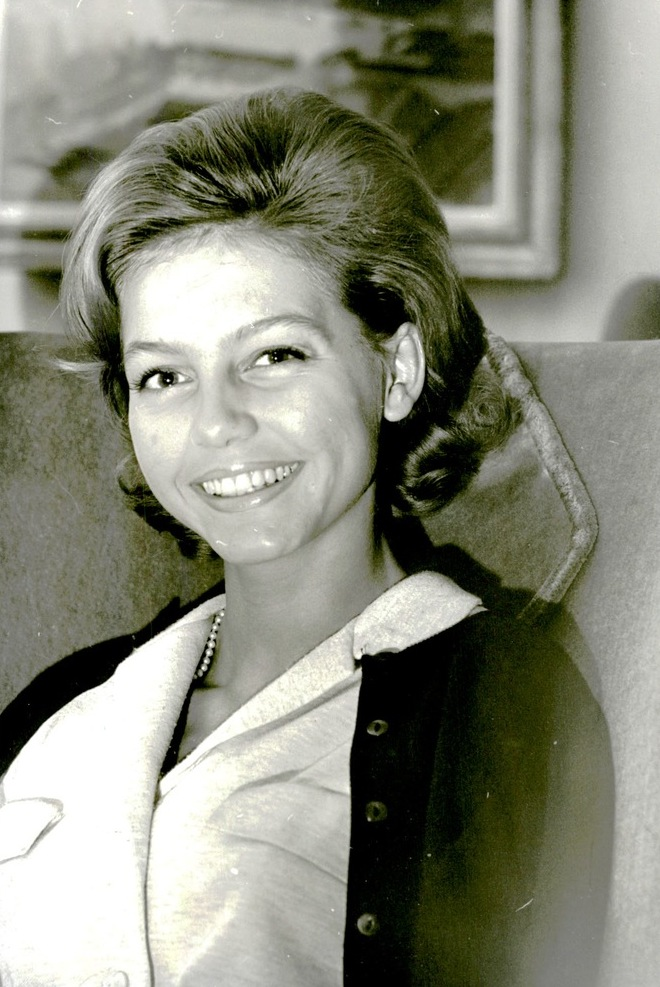
Louise Edlind

Louise Edlind, auch Louise Edlind-Friberg (* 15. Juli 1946 in Stockholm) ist eine schwedische Schauspielerin und Politikerin.

## Karriere
Louise Edlind Friberg ist die Tochter des schwedischen Arztes Göran Edlind und der schwedischen Politikerin Britt Edlind sowie Enkelin des schwedischen Architekten Carl Melin. Bekannt wurde Edlind durch ihre Rolle als Malin Melcherson in Astrid Lindgrens Fernsehserie Ferien auf der Kräheninsel von 1964. 1971 übernahm sie die Rolle der Anna Ritter an der Seite von Steve McQueen in dem Film Le Mans. Sie spielte auch in der skandinavischen Fernsehserie Dødelig kjemi (1983) und in den schwedischen Fernsehserien Vänner och fiender (1996) und Mord im Mittsommer (Morden i Sandhamn, 2010–2013).
Edlind verließ die Staatliche Schauspielschule Statens scenskola i Stockholm 1969.
Im Jahr 2006 hatte Edlind für die Folkpartiet liberalerna einen Sitz im schwedischen Reichstag inne, nachdem sie zuvor Mitglied in verschiedenen Ausschüssen gewesen war.

## Filmografie (Auswahl)
- 1964: Ferien auf der Kräheninsel (Vi på Saltkråkan, Fernsehserie,  13 Folgen)
- 1971: Lockfågeln
- 1971: Le Mans
- 1992: Dødelig kjemi (Miniserie, 4 Folgen)
- 1996–2000: Vänner och fiender (Fernsehserie)
- 2008: Barnvakten (Kurzfilm)
- 2008: Tennsoldaten (Kurzfilm)
- 2008: Sockerdricka och vaniljdrömmar (Kurzfilm)
- 2009: Psalm 21 – Die Reise ins Grauen (Psalm)
- 2010–2024: Mord im Mittsommer (Morden i Sandhamn, Fernsehserie, 17 Folgen)
- 2013: Stugan i skuggan
- 2019: Quicksand – Im Traum kannst du nicht lügen (Störst av allt, Fernsehserie)